# Efferia coquillettii
Efferia coquillettii är en tvåvingeart som först beskrevs av James Stewart Hine 1919.  Efferia coquillettii ingår i släktet Efferia och familjen rovflugor. Inga underarter finns listade i Catalogue of Life.